# العلاقات الهندية الطاجيكية
العلاقات الهندية الطاجيكستانية هي العلاقات الثنائية التي تجمع بين الهند وطاجيكستان.

## مقارنة بين البلدين
هذه مقارنة عامة ومرجعية للدولتين:
| وجه المقارنة                                              | الهند                       | طاجيكستان                          |
| --------------------------------------------------------- | --------------------------- | ---------------------------------- |
| المساحة (كم2)                                             | 3.29 مليون                  | 143.10 ألف                         |
| عدد السكان (نسمة)                                         | 1.35 مليار                  | 8.92 مليون                         |
| الكثافة السكانية (ن./كم²)                                 | 410.33                      | 62.33                              |
| العاصمة                                                   | نيودلهي                     | دوشنبه                             |
| اللغة الرسمية                                             | اللغة الهندية، لغة إنجليزية | اللغة الطاجيكية                    |
| العملة                                                    | روبية هندية                 | ساماني طاجيكي، الروبل الطاجيكستاني |
| الناتج المحلي الإجمالي (بليون دولار)                      | 2.60 تريليون                | 7.15 مليار                         |
| الناتج المحلي الإجمالي (تعادل القوة الشرائية) بليون دولار | 8.00 تريليون                | 24.03 مليار                        |
| الناتج المحلي الإجمالي الاسمي للفرد دولار أمريكي          | 1.60 ألف                    | 925                                |
| الناتج المحلي الإجمالي للفرد دولار أمريكي                 | 5.70 ألف                    | 2.69 ألف                           |
| مؤشر التنمية البشرية                                      | 0.609                       | 0.624                              |
| رمز المكالمات الدولي                                      | +91                         | +992                               |
| رمز الإنترنت                                              | .in، .भारत ‏، .بھارت ‏،        | .tj                                |
| المنطقة الزمنية                                           | ت ع م+05:30، توقيت الهند    | ت ع م+05:00                        |

## منظمات دولية مشتركة
يشترك البلدان في عضوية مجموعة من المنظمات الدولية، منها:
| علم المنظمة | اسم المنظمة                        | تاريخ انضمام الهند | تاريخ انضمام طاجيكستان |
| ----------- | ---------------------------------- | ------------------ | ---------------------- |
|             | مؤسسة التنمية الدولية              | 24 سبتمبر 1960     | 4 يونيو 1993           |
|             | مؤسسة التمويل الدولية              | 20 يوليو 1956      | 2 ديسمبر 1994          |
|             | منظمة شانغهاي للتعاون              | ?                  | 26 أبريل 1996          |
|             | منظمة حظر الأسلحة الكيميائية       | ?                  | ?                      |
|             | الأمم المتحدة                      | 30 أكتوبر 1945     | 2 مارس 1992            |
|             | الاتحاد الدولي للاتصالات           | 1869               | 28 أبريل 1994          |
|             | منظمة الشرطة الجنائية الدولية      | ?                  | ?                      |
|             | البنك الدولي للإنشاء والتعمير      | 27 ديسمبر 1945     | 4 يونيو 1993           |
|             | الاتحاد البريدي العالمي            | ?                  | ?                      |
|             | وكالة ضمان الاستثمار متعدد الأطراف | 6 يناير 1994       | 9 ديسمبر 2002          |
|             | بنك التنمية الآسيوي                | 1966               | 1998                   |
|             | يونسكو                             | 4 نوفمبر 1946      | 6 أبريل 1993           |
|             | الفريق المعني برصد الأرض           | ?                  | ?                      |

## وصلات خارجية
- موقع وزارة الخارجية الهندية